# Olivier Razemon
Olivier Razemon est un journaliste indépendant et auteur français, né le 26 juin 1967 à Lille, qui analyse l'actualité des transports dans plusieurs médias, lors de débats, et, entre 2012 et 2024, sur son blog L'interconnexion n'est plus assurée, publié sur Le Monde.fr.

## Parcours
Olivier Razemon détient une maîtrise de droit public de l'université Lille 2, avant de sortir diplômé de Sciences-Po Strasbourg en 1990.
Il collabore ensuite à des mensuels LGBT comme Ex-Aequo et Illico, à des agences de presse légales, ainsi qu'à plusieurs titres de la presse quotidienne régionale et à des magazines comme La Gazette des communes, Alternatives économiques ou le mensuel Géomètre. 
Il publie ses premiers articles dans Le Monde en 2003 et a écrit par ailleurs dans Le Monde Initiatives, mensuel aujourd'hui disparu. 
Aujourd'hui, il écrit régulièrement des articles pour Le Monde, principalement sur les transports (vélo,, taxis, voiture, etc.), l'urbanisme et les modes de vie,. 

## L'interconnexion n'est plus assurée
Alors pigiste pour les pages Vous du Monde, Olivier Razemon commence à publier des articles sur les voyages et sur la thématique des transports et de la mobilité (autopartage, transports en commun, vélo, stratégies de la SNCF) avant d'animer un blog hébergé par le site du journal entièrement consacré à ces sujets, L'interconnexion n'est plus assurée, où plusieurs articles paraissent chaque mois. Sous-titré Chronique impatiente de la mobilité quotidienne, le blog existe de mars 2012 à avril 2024. 
Les référencements des derniers articles publiés sur le blog sont parfois mis en avant via la rubrique Planète du site Internet du Monde. Sa vocation est d'aborder les problèmes quotidiens que posent les déplacements, y compris intermodaux et multimodaux, alors que les transports sont habituellement considérés comme un sujet lourd, uniquement relatif à des questions de technologie, d'infrastructures lourdes et de financements pluriannuels. Le vélo, qu'Olivier Razemon présente comme un remède à la crise économique et un atout pour la coexistence apaisée des différents modes de déplacement, en particulier en ville, est une des thématiques les plus centrales du blog. Son analyse à propos de la mobilité à vélo est régulièrement demandée par les médias,, y compris par la presse quotidienne régionale pour évoquer la situation des villes moyennes, des espaces ruraux et périurbains.

## Publications
Olivier Razemon a publié plusieurs ouvrages, dont La Tentation du bitume, coécrit avec Éric Hamelin, sur les conséquences du phénomène de l'étalement urbain en France, et Le Pouvoir de la pédale,, plaidoyer pour une transition cyclable.
Son essai Comment la France a tué ses villes, paru en 2016, fait état de la dévitalisation des villes moyennes françaises, phénomène en progression et qui alerte les pouvoirs publics,. La dévitalisation commerciale touche la majorité des villes françaises, hormis les métropoles, les villes touristiques et des villes isolées mais dotées de pôles attracteurs, par exemple en moyenne montagne. Ce livre met en évidence la concurrence féroce qu'entretiennent les centres commerciaux périphériques avec les commerces des centres-villes mais aussi des solutions concrètes de revitalisation mises en œuvre par certaines agglomérations. 
- Les Transports, la Planète et le Citoyen (avec Ludovic Bu et Marc Fontanès), Rue de l'échiquier, 2010[26]  (ISBN 978-2-917770-12-2)
- La Tentation du bitume - Où s'arrêtera l'étalement urbain ? (avec Éric Hamelin), Rue de l'échiquier, 2012[27],[28],[29] (Préface de Roland Castro)  (ISBN 978-2-917770-32-0)
- Le Pouvoir de la pédale, Comment le vélo transforme nos sociétés cabossées, Rue de l'échiquier, 2014[30]  (ISBN 978-2917770-59-7)
- Comment la France a tué ses villes, Rue de l'échiquier, 2016[31],[32],[33],[34] (ISBN 978-2-37425-038-0)
- Chronique impatiente de la mobilité quotidienne, Rue de l'échiquier, 2019  (ISBN 2374251322)
- « Les Parisiens », une obsession française, Rue de l'échiquier, février 2021[35]  (ISBN 978-2-37425-261-2)
- On n’a que du beau ! Le marché, ingrédient d’une société heureuse, Ecosociété, mai 2025[36]  (ISBN 978-2-89857-082-7)